# Castanopsis javanica
Castanopsis javanica ist eine in Südostasien vorkommende Baumart aus der Familie der Buchengewächse (Fagaceae). Die Nüsse sind essbar.

## Merkmale
Castanopsis javanica ist ein immergrüner, bis über 20 Meter hoher Baum. Der Stammdurchmesser erreicht über 65 Zentimeter.
Die kurz gestielten, ledrigen und fast kahlen, ganzrandigen Laubblätter sind elliptisch oder eiförmig bis verkehrt-eiförmig und am Ende spitz bis zugespitzt oder geschwänzt, an der Basis keilförmig.
Die Fruchtbecher (Cupulae) mit einfachen Stacheln besetzt. Die Stacheln sind gerade, dichtstehend und verdecken die Oberfläche des Fruchtbechers komplett. Die Fruchtbecher sind inklusive Stacheln höchstens 4 Zentimeter im Durchmesser, meist 2,5 bis 4 Zentimeter. Jeder Fruchtbecher enthält nur eine kleine, behaarte Nuss, die er völlig einschließt.
Die Nuss ist breiter als lang und an Spitze wie Basis abgeflacht.
Blütezeit ist im Januar, die Fruchtreife erfolgt von November bis Januar.

## Verbreitung und Standorte
Die Art kommt in Thailand, Vietnam, Malaysia, Singapur und Indonesien vor. Sie wächst in tropischen immergrünen Tieflandwäldern in rund 100 m Seehöhe.

## Belege
- Chamlong Phengklai: A synoptic account of the Fagaceae of Thailand. Thai Forest Bulletin 2006, Band 34, ISSN 0495-3843, S. 53–175.
- Castanopsis javanica in der Flora of Thailand.